# Marino Masi
Marino Masi (Imola, 28 maggio 1911 – Spagna, 25 gennaio 1939) è stato un militare e aviatore italiano, decorato di Medaglia d'oro al valor militare alla memoria nel corso della guerra civile spagnola.

## Biografia
Nacque a Imola, in Romagna, il 28 maggio 1911. Diplomatosi alla Scuola industriale della sua città, fu assunto come capotecnico collaudatore alla Società Italiana Ernesto Breda, e all'età di 18 anni si arruolò volontario nella Regia Aeronautica. Nel settembre 1929 ottenne il brevetto di pilota di idrovolante, di pilota militare ed il grado di sergente.
Ammesso nel novembre 1933 per concorso alla Regia Accademia Aeronautica di Caserta, fu nominato sottotenente in servizio permanente effettivo e nel luglio 1935 venne assegnato al 21º Stormo Ricognizione Terrestre. Nel maggio 1936 fu trasferito al Reparto Alta Velocità di Desenzano del Garda. Con la promozione a tenente, nel giugno 1936 passò in servizio alla Scuola di alta acrobazia aerea.
 
Assegnato all'Aviazione Legionaria nel novembre 1938 fu mandato a combattere nella guerra di Spagna. Fu dato come disperso il 25 gennaio 1939, giorno in cui, dopo una missione di guerra, non fece più ritorno alla base.

Fu decorato con la medaglia d'oro al valor militare alla memoria.